# アングレテーレ・ホテル
アングレテーレ・ホテル (ロシア語: Англетер) は現代的で豪華なビジネスクラスのホテルで、ロシアのサンクトペテルブルクに所在する。このホテルは1840年に開業した歴史的ホテルの、1889年の姿を再現する形で、1991年に開業した。5つのスイートルームを含む192室がある。

## 歴史
このホテルは最初「ナポレオンのもの」として知られる三階建ての建物で、Napoleon Bokinによって1840年にこの場所で設立された。 レフ・トルストイが常連客だった。1886〜1889年の間に完全に改修され、四階建てになり内部も改装された。この時、名前もフランス語で「イングランドホテル」意味する「アングレテーレ・ホテル」に変えられた。75室と地階に多数の店を備えていた。

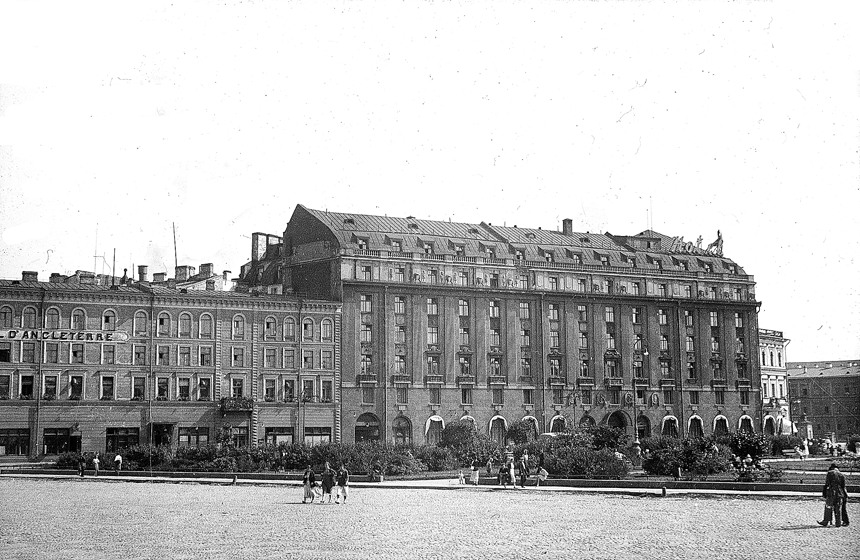
1930年のアングレテーレ・ホテルとホテル・アストリア

1912年に開業した近隣のホテル・アストリアは、 フョードル・リドヴァリによって設計されたホテル・アストリアの拡張の為にアングレテーレ・ホテルを解体し、アングレテーレ・ホテルの建物を反映して成功を収めた。 しかし第一次世界大戦の勃発でこれは阻止された。
「アングレテーレ」の名前はロシア革命後に「ホテル・インターナショナル」（1919〜1925）に改められ、その後1948年から1970年代初頭まで「ホテル・レニングラードスカヤ」となった。ロシアでは詩人のセルゲイ・エセーニンが1925年12月28日に首吊り自殺した場所として有名である。

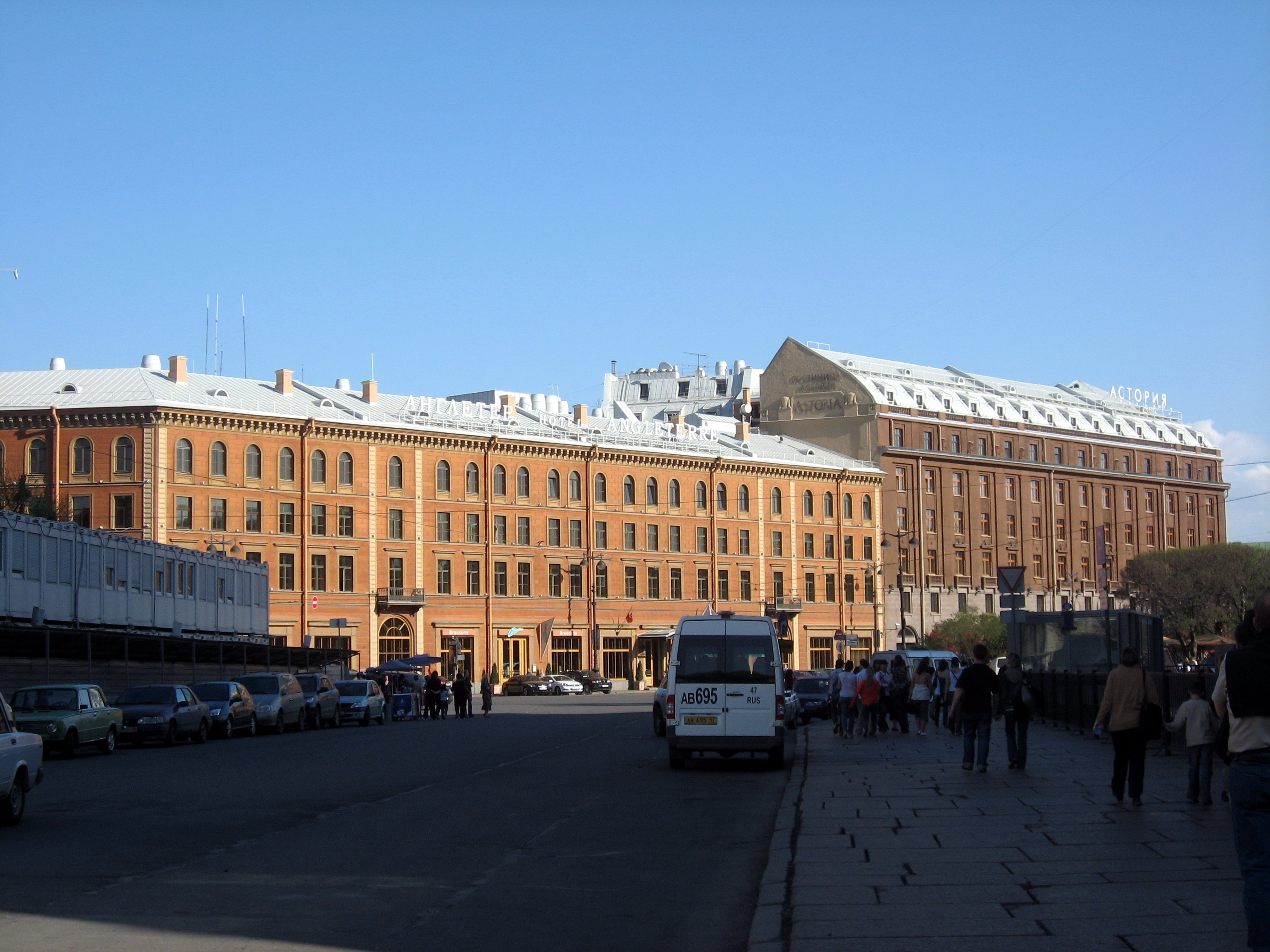
2008年のアングレテーレ・ホテルとアストリア・ホテル

1985年にホテルが閉業すると、 ペレストロイカの最中である1987年に、市当局は老朽化した建物を取り壊し、古い建物の外見を再現したものを新しく再建することを決定した。市民はこの計画に抗議する為に聖イサアク広場に集まった。この市民の主要な抗議は、ソ連の歴史上初めて当局によって罰せられないものとなった。ホテルは最終的に1987年3月18日に取り壊された。 現在のホテルは1991年に開業した。

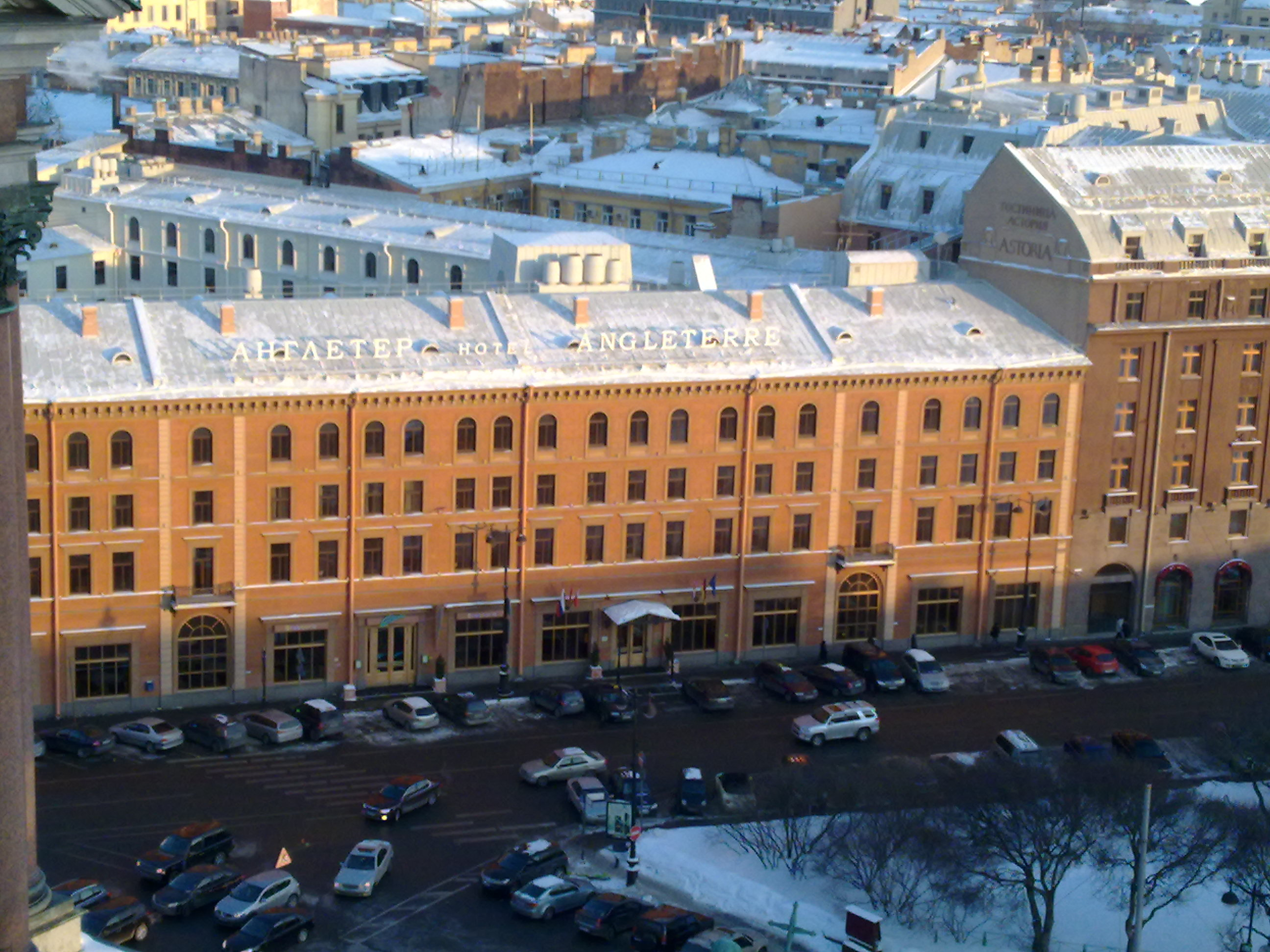
聖イサアク大聖堂から見たアングレテーレ・ホテル

現在、このホテルの所有・運営は、隣接するホテル・アストリアを所有・運営しているaRocco Forte Hotelsが行なっている。アングレテーレ・ホテルはホテル・アストリアに比べビジネスクラスに位置付けられている。二つのホテルの高級客室のフロアは繋がっている。